# Christen Lauridsen Aagaard
Christen Laudrisen Aagaard (født 28. januar 1616 – død 5. februar 1664) var en dansk latinsk digter. Han er mest kendt for sine latinske digte, men han digtede også på dansk. Desuden efterlod han flere, dog ufuldførte, videnskabelige arbejder.
Han blev født i Viborg og var søn af Laurids Jensen Aagaard, der var præst i Gråbrødre Kirke. I 1636 udgav han sin første bog, Sponsis novellis Laurentio Canutio. Aagaard var, fra 1639 til 1641, kapellan ved Viborg Domkirke. 
I 1646 blev han provst ved Universitets-kommunitetet i København. I 1651 blev han Rektor i Ribe og blev gift med Mette Vedel. 